# Johannes Laures
Johannes Laures SJ (* 21. November 1891 in Fleringen; † 3. August 1959 in Tokio) war ein deutscher, in Japan wirkender römisch-katholischer Ordensgeistlicher (Jesuit) und Hochschullehrer.

## Leben
Johannes Laures besuchte das Regino-Gymnasium in Prüm bis zum Abitur Ostern 1913. Unmittelbar danach trat er in das Novizat der Jesuiten ein, das sich seit dem Kulturkampf im niederländischen ’s-Heerenberg befand. Während des Ersten Weltkriegs diente er als Sanitäter an der Westfront. Nach Kriegsende setzte er seine Studien in Valkenburg aan de Geul fort. Am 24. August 1923 wurde er hier zum Priester geweiht.
Für sein Tertiat sandte ihn der Orden in die USA. Am Woodstock College in Maryland studierte er Englisch. Dann zog er nach New York City, wo er 1925 an einem Journalistik-Sommerkurs der Columbia University teilnahm und dann Wirtschaftswissenschaften und Politologie studierte. Betreut von Edwin R. A. Seligman (1861–1939), wurde er im April 1928 mit einer Dissertation über Juan de Mariana zum Ph.D. promoviert. Er kehrte nach Deutschland zurück, um für ein Semester seine Studien bei Werner Sombart an der Universität Berlin zu vertiefen. Im Oktober 1928 wurde er nach Japan ausgesandt, um an der Sophia-Universität in Tokio zu lehren. Am 15. August 1930 legte er die letzten Gelübde ab.
Laures lehrte zunächst Wirtschafts- und Gesellschaftswissenschaften aus katholischer Perspektive und setzte sich mit dem Marxismus auseinander. 1933 veröffentlichte er auf Japanisch eine Kritik des Marxismus (マルキシズム批判) In den 1930er Jahren verlagerte sich der Schwerpunkt seiner Forschung und Lehre auf die Geschichte des Christentums in Japan. Sein Lebenswerk wurde der Aufbau einer Forschungsbibliothek und Bibliographie zur frühen christlichen Überlieferung in Japan (Kirishitan bunko). Laures trug viele Quellenschriften zusammen und machte sie durch Edition zugänglich. Kirishitan Bunko entwickelte sich zur weltgrößten Sammlung von Quellentexten von und über Kirishitan, die frühen Christen in Japan. Einen ersten Katalog der wachsenden Sammlung konnte Laures 1940 vorlegen. Eine dritte, verbesserte und erweiterte Auflage erschien 1957, seit 2004 ist die Bibliographie zudem als elektronische Datenbank zugänglich. Seit der Gründung 1937 gehörte er dem Redaktionsbeirat der Zeitschrift Monumenta Nipponica an. 1939 gründete er die Forschungsgesellschaft Kirishitan Bunka Kenkyūkai. Ab 1942 lehrte er ausschließlich Geschichte und Kirchengeschichte.
Wegen der zunehmenden verheerenden Luftangriffe auf Tokio wurde im Frühjahr 1945 fast die gesamte Jesuitenkommunität aus Tokio evakuiert. Johannes Laures kam nach Nakayama in die Nähe des Fuji; sein Neffe Lorenz Laures (1915–1993), der ebenfalls als Jesuit in Tokio lebte, kam in das als sicher geltende Noviziat Nagatsuka bei Hiroshima, wo er den Atombombenabwurf auf Hiroshima überlebte.
Im Herbst 1945 kehrte Laures nach Tokio zurück. In der Nachkriegszeit erforschte er vor allem das Leben und Wirken von Justo Takayama (1553–1615) und begleitend das von Gracia Hosokawa. Seine Hoffnung, damit zu einer Seligsprechung Takayamas beitragen zu können, sollte jedoch erst 2017 erfüllt werden. 
Seine Bedeutung liegt darin, dass er, der noch der letzten Generation einer heroischen Geschichtsschreibung der christlichen Mission in Japan angehörte, gleichzeitig durch seine Sammel- und Forschungstätigkeit den Boden für eine quellen- und archivbasierte Forschung legte.
Zu den Schülern von Johannes Laures zählte Hubert Cieslik SJ, der die Bibliothek und die Gesellschaft nach Laures’ Tod leitete.

## Werke
selbständige Publikationen:
- Der Sklave der Negersklaven:  Der heilige Peter Claver aus der Gesellschaft Jesu (1580-1654). Einsiedeln:  Benziger 1922 (=  Wege und Winke: Asketische Jugendbibliothek)
- The friend of the colored man with an afterword on The Race Problem in the United States. Brooklyn, N.Y.: International Catholic Truth Society 1928
- The political Economy of Juan de Mariana. New York: Fordham University Press 1928
- Marukishizumu hihan マルキシズム批判. Tokyo: Sophia-Universität 1933 (Digitalisat, Library of Congress)
- Kirishitan Bunko 吉利支丹文庫. A manual of books and documents on the early Christian mission in Japan. Tokyo: Sophia University 1940; 2., unver. Aufl. 1941; 3., korr. und erw. Aufl. 1957 (Digitalisat), auf der auch die Laures Kirishitan Bunko Database basiert
- Supplement to Kirishitan Bunko. Tokyo: Sophia University 1941.
- Japanische Ansprachen und Gebete aus einem alten Rituale, gedruckt zu Nagasaki 1605. Text und deutsche Übersetzung. Tokyo: Sophia-Universität 1941 (Digitalisat)
- Nobunaga und das Christentum. Tokyo: Sophia-Universität 1950 (Digitalisat)
- The Catholic Church in Japan: a short history. 1954, 2. Auflage Westport, Conn.: Greenwood Press 1970
- Two Japanese Christian Heroes. 1959

wesentliche unselbständige Publikationen:
- Das kirchliche Sprachproblem in der neuerstandenen japanischen Mission. In: Monumenta Nipponica. Band 3, Nr. 2, 1940, doi:10.2307/2382603, JSTOR:2382603 (630-636 S.).
- Neue Funde zur japanischen Jesuitendruckerei. In: Monumenta Nipponica. Band 4, Nr. 2, 1941, doi:10.2307/2382646, JSTOR:2382646 (611-616 S.).
- Two Macao Catalogues of the Seventeenth Century. In: Monumenta Nipponica. Band 6, Nr. 1/2, 1943, doi:10.2307/2382870, JSTOR:2382870 (432-434 S.).
- Second Supplement to Kirishitan Bunko. In: Monumenta Nipponica. Band 7, Nr. 1/2, 1951, doi:10.2307/2382958, JSTOR:2382958 (269-299 S.).
- Second Supplement to Kirishitan Bunko Addenda. In: Monumenta Nipponica. Band 11, Nr. 2, 1955, doi:10.2307/2382821, JSTOR:2382821 (214 S.).
- The Jesuit Mission Press in Japan. In: Monumenta Nipponica. Band 13, Nr. 1/2, 1957, doi:10.2307/2383963, JSTOR:2383963 (163-165 S.).